# 1990年电影

## 第二十七屆金馬獎
- 最佳劇情片——《滾滾紅塵》（湯臣公司）
- 最佳導演——嚴浩《滾滾紅塵》
- 最佳男主角——梁家輝《愛在他鄉的季節》
- 最佳女主角——林青霞《滾滾紅塵》
- 最佳男配角——張學友《笑傲江湖》
- 最佳女配角——張曼玉《滾滾紅塵》